# Phat thai
Pour les articles homonymes, voir Pad et Thaï (homonymie).
Le phat thai (selon le Royal Thai General System) ou pad thai ou phad thai, en thaï : ผัดไทย, « friture, plat frit thaï », est un plat traditionnel acidulé-sucré-salé-épicé de la cuisine thaïlandaise, à base de nouilles de riz sautées au wok, très apprécié et très consommé à titre de plat national dans toute la Thaïlande,,.

## Histoire
Le phat thai est l'un des plats thaïlandais les plus connus hors du pays.

Quelques exemples
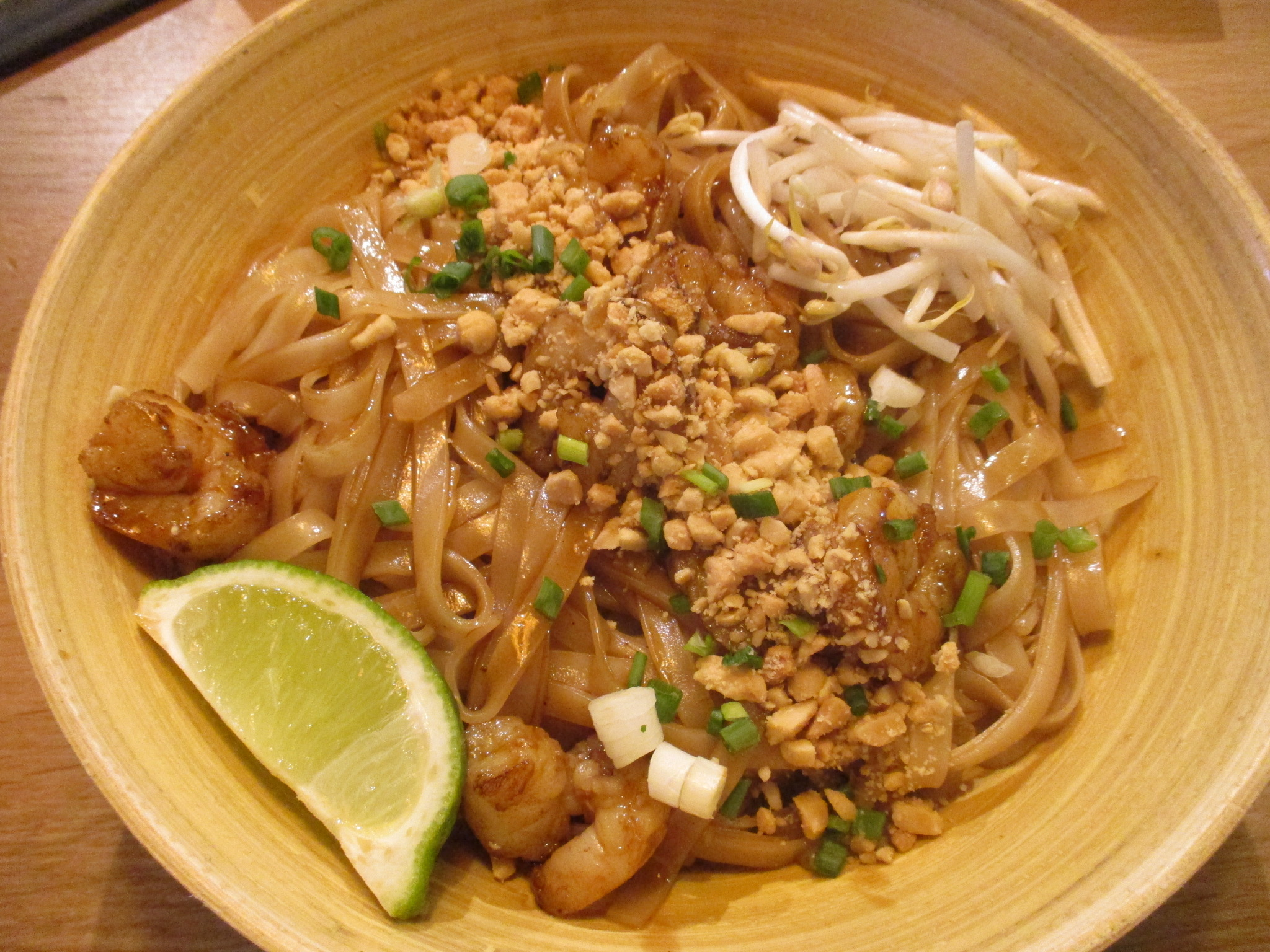
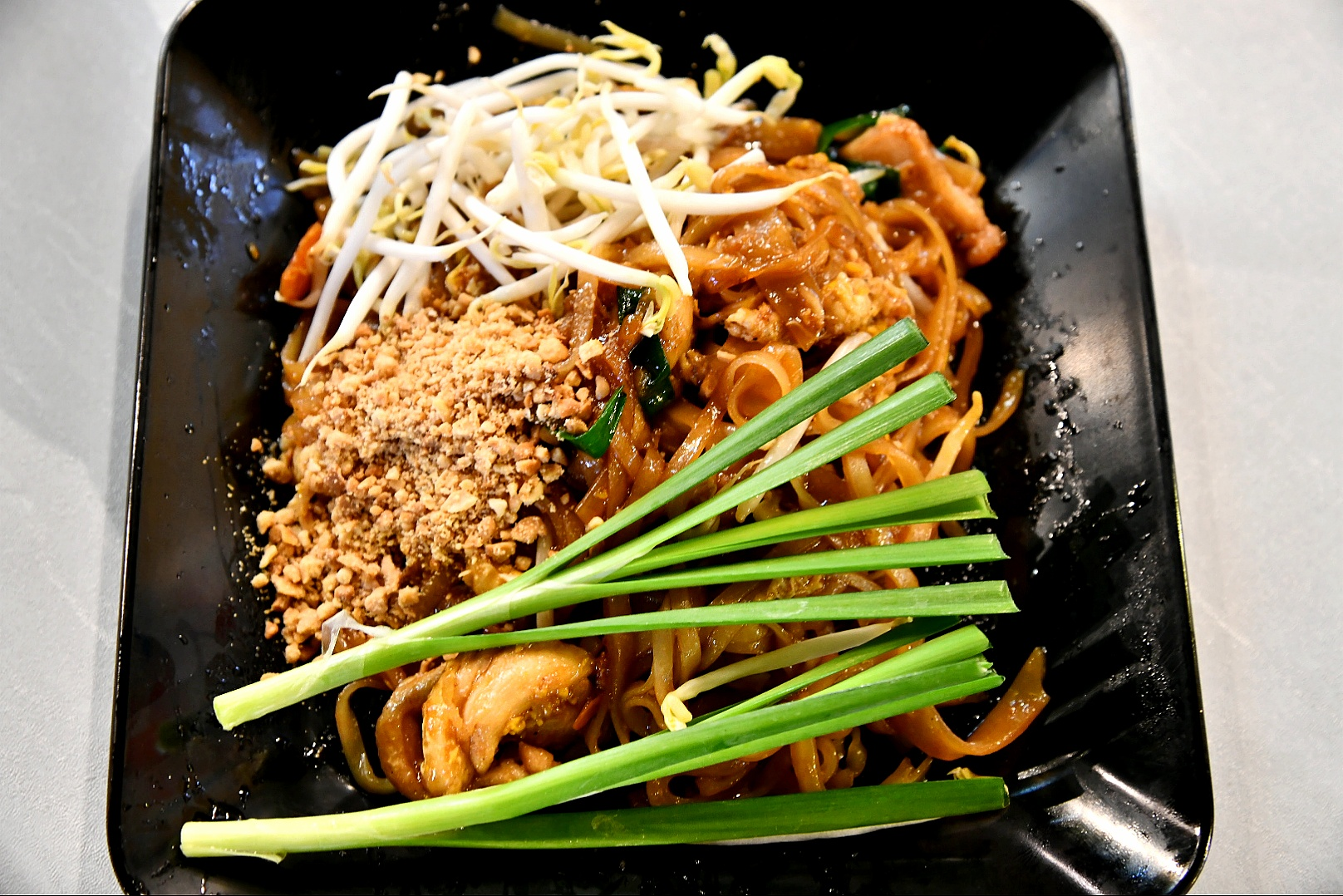
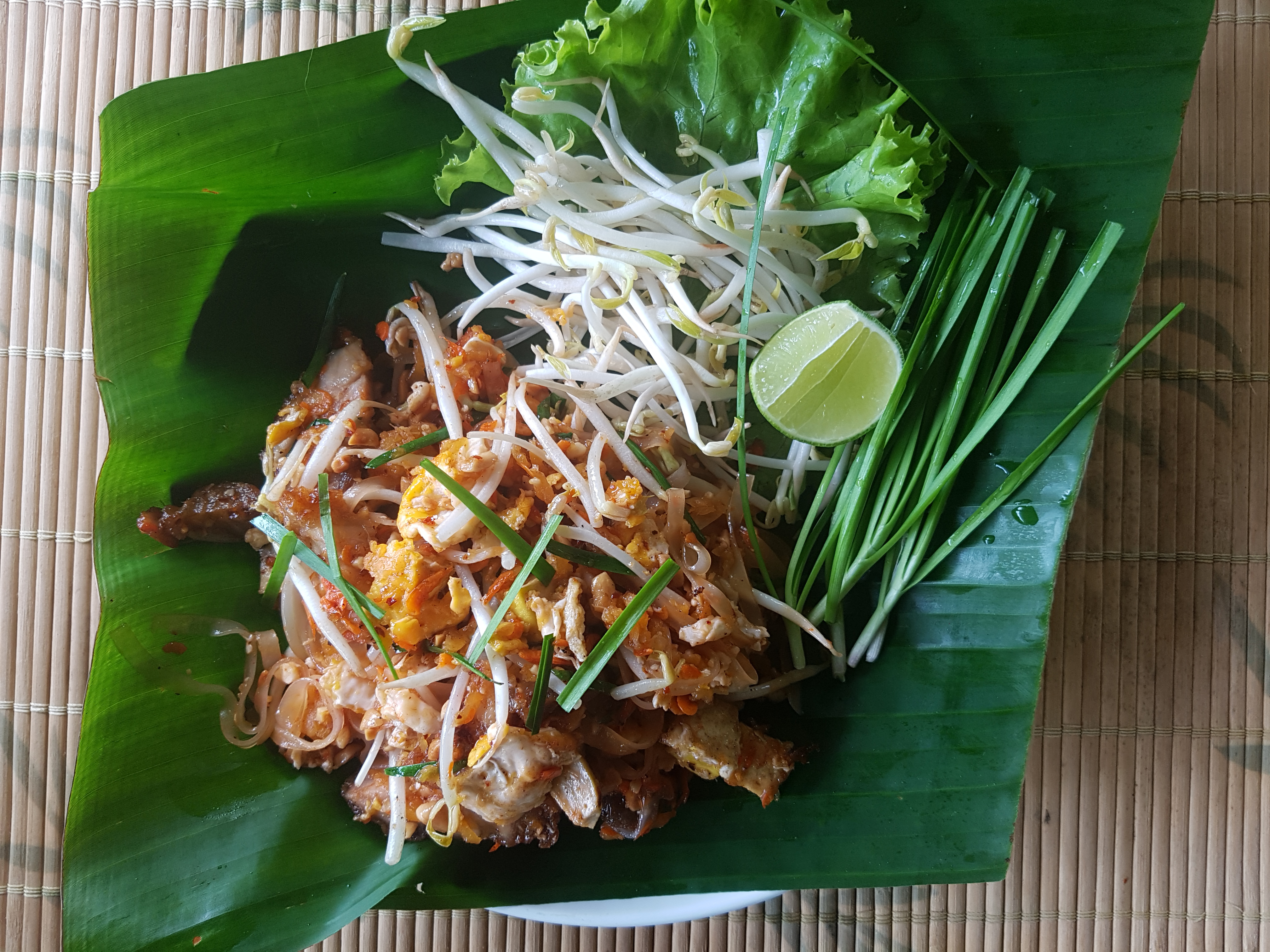

Selon certains historiens, il serait devenu le plat national de la Thaïlande à la suite de la récession économique qui a touché le pays après la Seconde Guerre mondiale. Pour réduire la consommation de blé, le gouvernement, sous l'impulsion de son Premier ministre Plaek Phibunsongkhram, a lancé une campagne pour la production de nouilles de riz en distribuant avec succès la recette de ce plat national au gout acidulé-sucré-salé-épicé à travers tout le pays,, variante entre autres des chow mein de la cuisine cantonaise, ou du phở xào de la cuisine vietnamienne.

## Recette
Pour cette recette traditionnelle, plat courant de la cuisine de rue, il faut faire sauter des nouilles de riz au wok, à feu vif, avec des œufs brouillés, diverses graines germées, du tofu émietté, des haricots mungos, des oignons nouveaux et des crevettes grillées trempées dans de la sauce de poisson nam pla. Le tout est servi avec une sauce sucrée à base de tamarin et de citron vert. En Thaïlande, il peut être servi sur une feuille de bananier, avec un morceau de fleur de bananier fraîche à côté,,.
Il existe des variantes agrémentées de viande de porc, ou bien où l'ensemble de la préparation est enveloppé d'œufs, ou encore agrémenté de ce dont les gens disposent chez eux.
La recette du phat thai servie dans les restaurants thaïlandais des pays occidentaux est plus riche. Les crevettes peuvent être remplacées par du poulet ou des cacahuètes concassées, et le plat est éventuellement agrémenté de coriandre, de jus de tamarin, de poivrons chili rouges.